# Reja

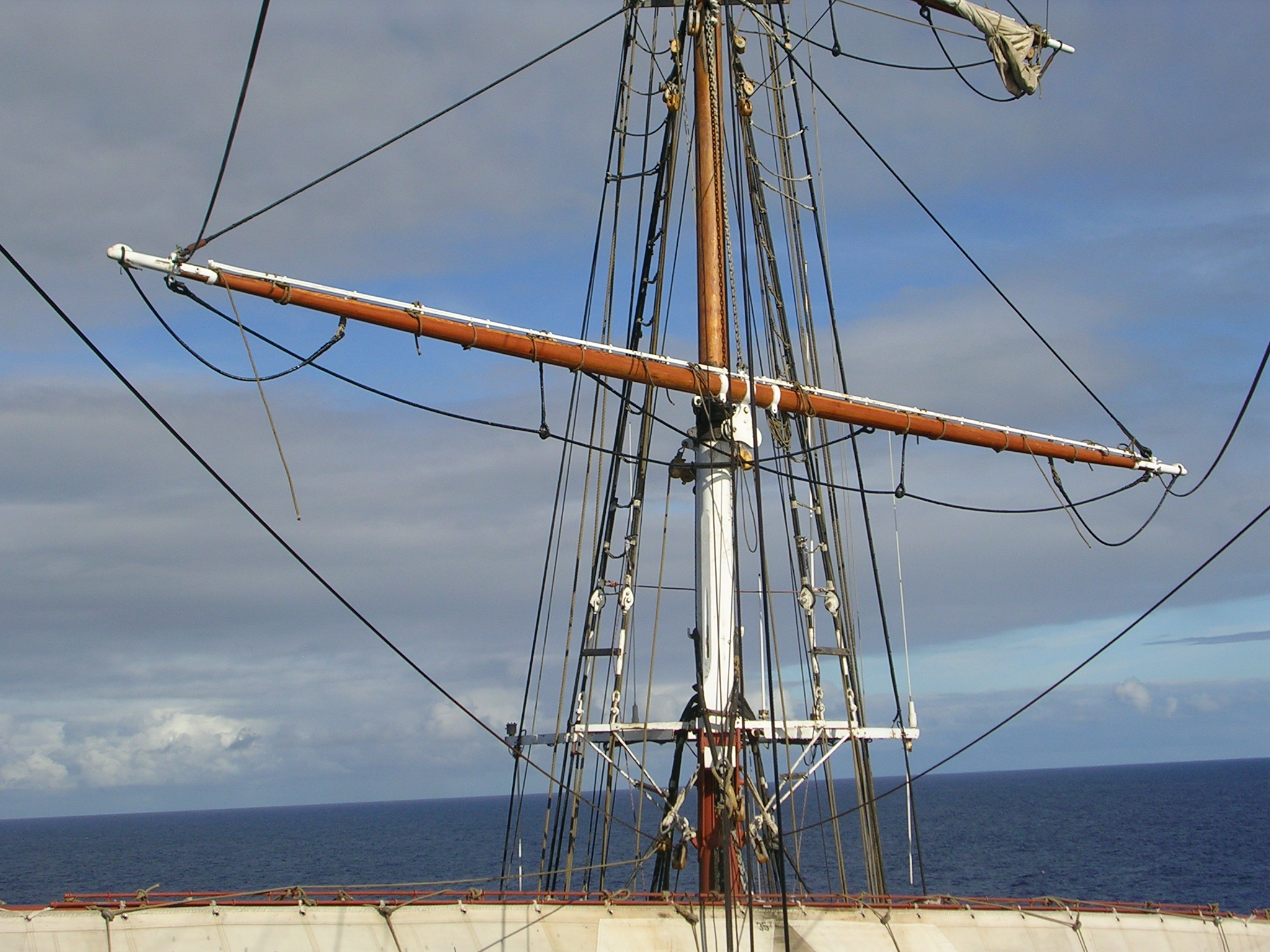
Reja żaglowca Stavros S Niarchos

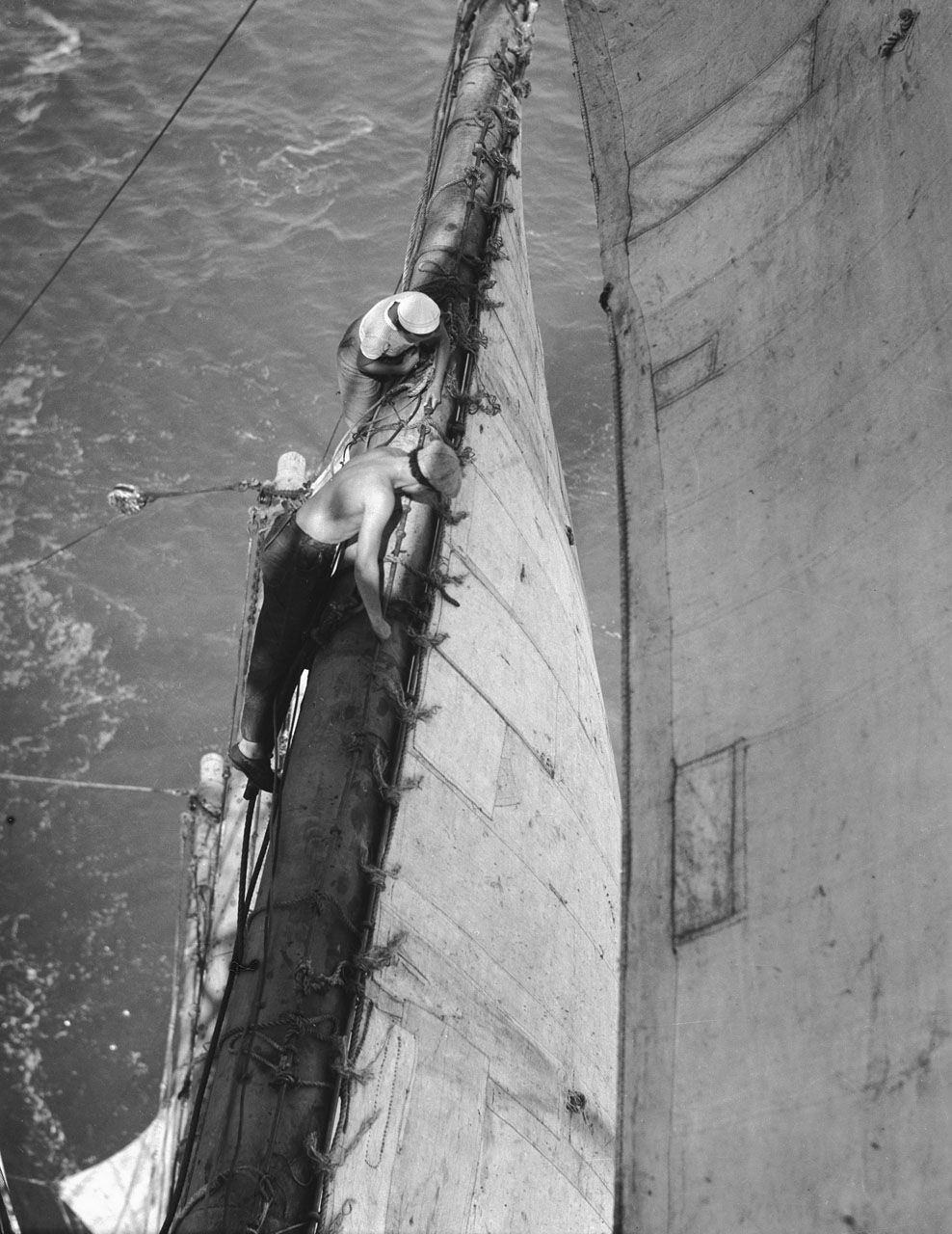
Marynarze pracujący na rei

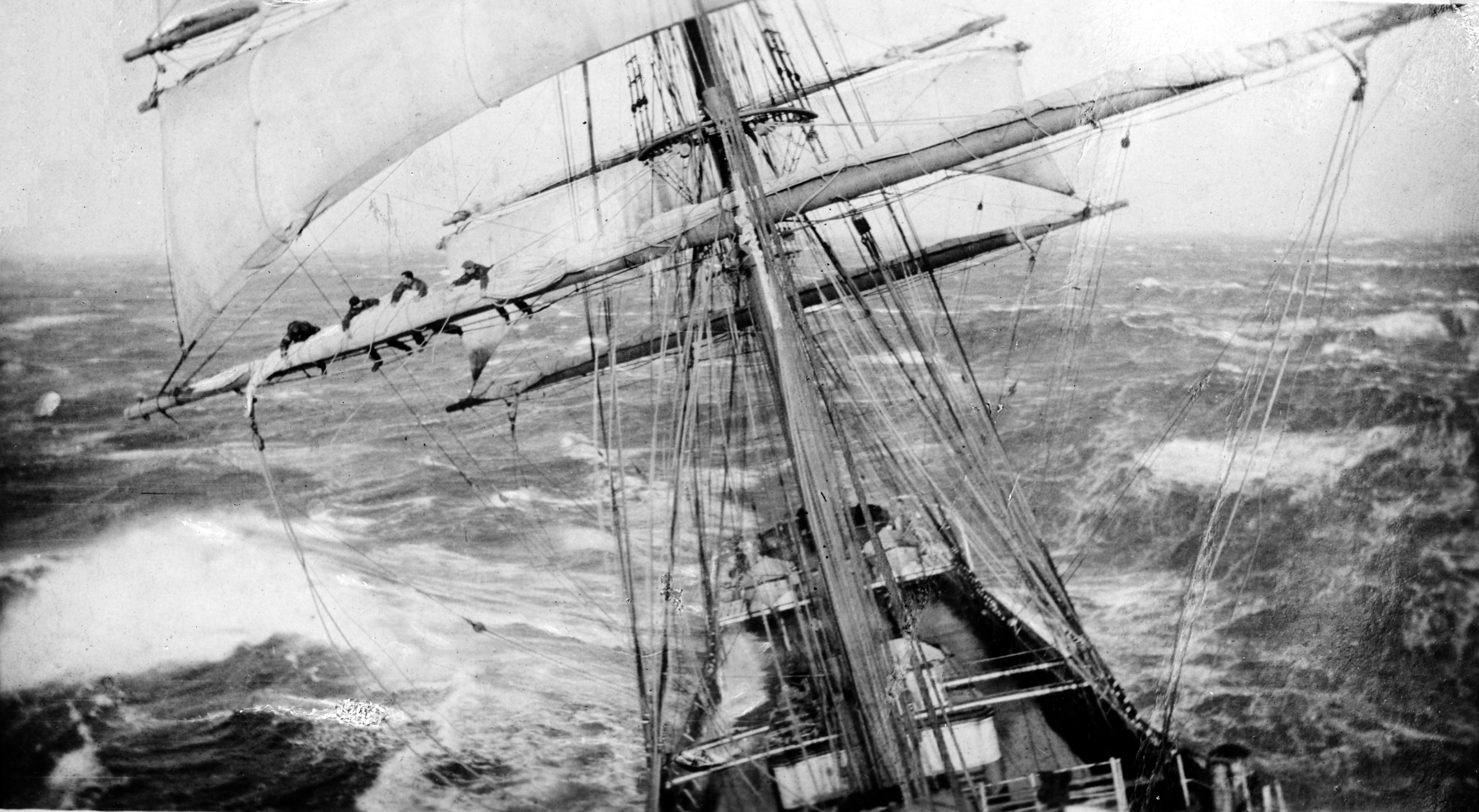
Marynarze sprzątający żagle na żaglowcu Garthsnaid

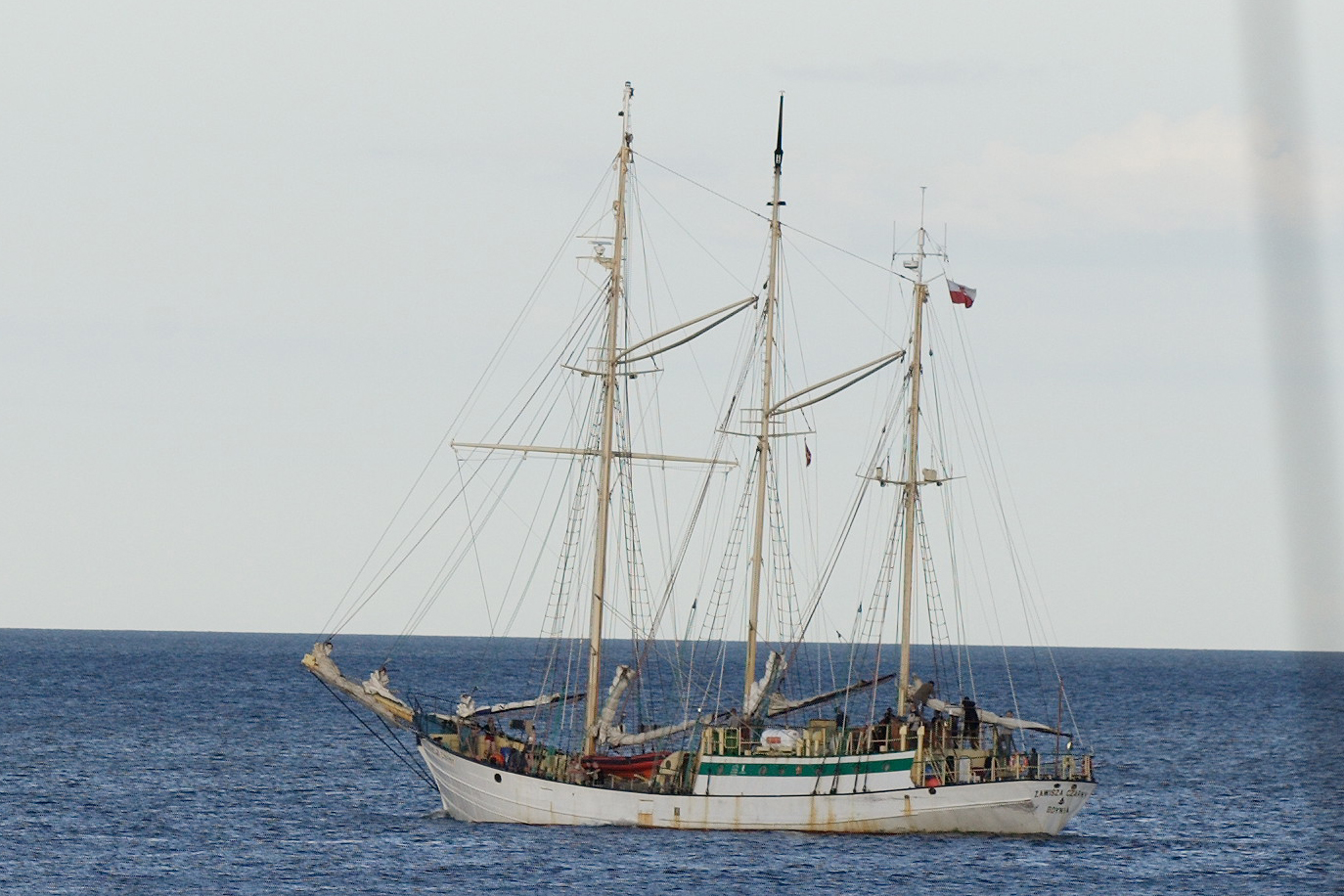
s/y Zawisza Czarny z bryfokreją na fokmaszcie

Reja (od niem. Rah, Raa lub Rahe) – poziome drzewce na jednostce żaglowej przytwierdzone do masztu, do której przymocowany jest górny lik prostokątnego żagla rejowego. Współcześnie spotykane rzadko, w większości na żaglowcach szkoleniowych (np. STS Dar Młodzieży, STS Pogoria). W miejscu łączenia rei i masztu występuje okucie zwane rakiem, które umożliwia obracanie (brasowanie) rei wokół masztu w celu ustawienia żagla do optymalnej pracy zgodnie z kursem względem wiatru. Reja może być opuszczana lub podnoszona przy pomocy bejwutu. 
Żagiel rejowy mocuje się do rei poprzez jaksztag przy pomocy bencli. Po przeciwnej stronie jaksztagu z rei zwisa perta, lina, na której stają marynarze sprzątający ożaglowanie. Dodatkowo czasami wzdłuż rei występuje lajflina, do której można wpiąć pasy bezpieczeństwa. Od noków do pokładu w kierunku rufy biegną brasy służące do obracania rei, natomiast w górę w kierunku masztu reje stabilizuje się topenantami. Podczas sprzątania ożaglowania wybiera się gejtawy przyciągające żagle do rei, a następnie gordingi.
W ożaglowaniu rejowym reje stanowią kolejne piętra żagli, przy czym na większych jednostkach może się zdarzyć, że najniższa reja ostatniego masztu jest pozbawiona własnego żagla, a służy jedynie do rozpinania dolnych rogów żagla piętra drugiego.
Spotyka się do ośmiu pięter rei. Ich nazwy wraz z nazwami żagli są następujące (od topu masztu):
- 8. topreja (moonraker) – moonsel lub topsel
- 7. trumselreja – trumsel lub skysel
- 6. bombramreja – bombramsel lub trumsel
- 5. bramreja górna – bramsel górny
- 4. bramreja dolna – bramsel
- 3. marsreja górna – marsel górny
- 2. marsreja dolna – marsel
- 1. reja – fok lub grot.

Rozróżnienie na bramreję górną i dolną oraz marsreję górną i dolną występują jedynie, gdy żaglowiec nosi kolejno dzielony marsel i bramsel. 
Niekiedy na jednostkach o ożaglowaniu skośnym spotyka się pojedynczą reję zwaną bryfokreją służącą do podnoszenia bryfoka. Przykładem takiego żaglowca jest szkuner sztakslowy Zawisza Czarny.